# David Cherry

a Compétitions nationales et continentales officielles uniquement.

b Matchs officiels uniquement.
Dernière mise à jour le 19 janvier 2023.
David Cherry, né le 3 janvier 1991 à Édimbourg (Écosse), est un joueur international écossais  de rugby à XV jouant au poste de talonneur à Édimbourg Rugby, en United Rugby Championship.

## Biographie

### Carrière en club
Cherry a joué pour le club de Currie en championnat écossais jusqu'en 2014,, avant de signer son premier contrat professionnel avec les London Scottish la même année. Il joue avec les Exiles en RFU Championship jusqu'en 2017, date à laquelle il rejoint le Stade niçois en Fédérale 2. Il arrive au club azuréen dans le cadre d'un partenariat avec la fédération écossaise, permettant notamment au club d'être promu en Fédérale 1 après la saison 2017-2018,.
Après une année dans le championnat amateur français, il intègre la franchise d'Édimbourg à l'été 2018.
En janvier 2023, il signe une prolongation de deux saisons avec Édimbourg, le liant jusqu'en 2025.

### Carrière en sélection
Le 16 janvier 2019, Dave Cherry est appelé pour la première fois par Gregor Townsend au sein d'un groupe écossais qui compte en tout sept néophytes pour préparer le Six Nations.
N'ayant pas encore connu sa première sélection lors de son premier appel, il est à nouveau retenu par Townsend en janvier 2021, jouant une première fois avec l'Écosse, lors du match de Calcutta Cup contre l'Angleterre au stade de Twickenham le 6 février 2021. Remportant la rencontre 6-11, le XV du Chardon est l'auteur d'une victoire historique, n'ayant plus battu le XV de la rose en Angleterre depuis 38 ans et le Tournoi des Cinq Nations 1983,,. Entré en jeu lors des précédents matchs du Tournoi, Cherry est une première fois titularisé au poste de talonneur le 20 mars 2021, à l'occasion d'une victoire 52-10 contre l'Italie où il marque deux essais. Il entre également en jeu lors du dernier match du Tournoi contre la France le 26 mars 2021, l'Écosse glanant une autre victoire historique à l'extérieur en battant les Français 27-23, Cherry marquant un essai décisif. Les Écossais n'avaient en effet jamais battu les tricolores en France depuis la création du Six Nations, leur dernière victoire remontant à 1999.
Sélectionné pour la Coupe du monde 2023 en France, il participe au premier match écossais face à l'Afrique du Sud perdu 3-18. À la suite de ce match, il se blesse à la tête en chutant dans un escalier de son hôtel, ce qui entraîne son forfait pour le reste de la compétition.

## Palmarès
Néant